# Torrione INA
Il Torrione INA, più semplicemente nella vulgata locale Grattacielo, Torrione, o talvolta Torre della Vittoria, è un grattacielo di Brescia, situato in piazza della Vittoria.
Progettato da Marcello Piacentini, terminato nel 1932, con i suoi 57,25 m di altezza è il primo grattacielo costruito in Italia. È stato inoltre il grattacielo in cemento armato più alto d'Europa.

## Storia
Il grattacielo in Italia nasce durante il ventennio fascista, sulla scia dell'influenza esercitata dalla Scuola di Chicago, ove ebbe origine questo soggetto architettonico.
Sul tema "grattacielo" i contatti tra i progettisti europei e statunitensi furono molto intensi in occasione del concorso per la Chicago Tribune Tower del 1922, bando di concorso a cui parteciparono Loos, Gropius, Meyer e molti altri, tra i quali Marcello Piacentini, che però non vinse. Nacque così in lui un grande interesse per la tipologia a torre e per gli architetti americani che l'avevano sviluppata, fino ad applicarla nei suoi progetti in Italia, primo fra tutti quello che riguardò il riassetto urbanistico del centro storico di Brescia.
Nel 1928 il comune di Brescia conferì l'incarico all'architetto Marcello Piacentini di ridisegnare il centro storico cittadino, al fine di migliorare la viabilità e di risolvere l'annosa questione riguardante la zona considerata più degradata della città: il cosiddetto quartiere delle Pescherie. Sviluppatosi nel corso dei secoli a ridosso delle principali piazze di Brescia (piazza della Loggia a nord, piazza del Duomo a est e piazza del Mercato a sud-ovest), era caratterizzato dalla presenza di stretti e tortuosi vicoli circondati da alti caseggiati, per lo più fatiscenti. Le condizioni igienico-sanitarie della zona erano considerate le peggiori della città e la cultura fascista paragonava il quartiere ad un tumore che doveva quindi essere estirpato.
Il progetto di Piacentini prevedeva la demolizione pressoché totale del quartiere delle Pescherie e la sua sostituzione con un'ampia piazza, denominata Piazza della Vittoria, circondata da eleganti palazzi che riprendevano, con forme moderne, elementi decorativi tipici delle costruzioni bresciane rinascimentali.
Per accentuare la modernità del suo progetto, Piacentini scelse di realizzare un edificio innovativo, che non avesse eguali in Italia. Nacque così il primo grattacielo italiano, il Torrione, chiamato in questo modo per volere dello stesso ideatore e del costruttore, per evitare che fosse abbinato ai grattacieli americani, ricollocandolo, invece, sul solco della tradizione italica delle grandi torri medievali; fu definito italianamente anche Edificio Multipiano e Casa Alta. La sua funzione fu quella di ospitare le Assicurazioni INA, per questo è oggi detto anche Torre delle Assicurazioni.
L'architetto Piacentini, padre del novecentismo di regime in architettura, inizialmente ostile verso l'elevazione in altezza dei palazzi, si orientò, in un secondo momento, sulla necessità di modificare le altezze del costruito, non disdegnando le "torri", da lui considerate come espressione di modernità. A Brescia, per la prima volta in Italia, ebbe la possibilità di realizzare un edificio di altezza elevata, in quanto gli amministratori della città non avevano posto nessun tipo di vincolo in tal senso. Per realizzare il Torrione, Piacentini si ispirò ad un suo progetto presentato in occasione del bando di concorso per la Chicago Tribune Tower del 1922.
Nella prima versione del progetto il Torrione era alto 51 m ed aveva dodici piani. Successivamente, Piacentini decise di aggiungere un ulteriore piano, facendo raggiungere all'edificio l'altezza di 57,25 m. L'area su cui sarebbe sorto il Torrione fu acquistata dall'Istituto Nazionale Assicurazioni, che divenne quindi il finanziatore dell'opera. La direzione dei lavori venne affidata all'Ing. Gino Cipriani e fu costituito un consorzio di aziende bresciane (Società Anonima Bresciana Imprese Consorziate), composto dalle imprese Pisa, Baiguera, Cis e Paroletti, per l'esecuzione dell'opera.
Nell'aprile del 1931 vennero completate le fondazioni del grattacielo, mentre all'inizio di settembre dello stesso anno si era ultimato il solaio del secondo piano dell'edificio. La costruzione del Torrione proseguì al ritmo di un piano ogni quindici giorni e all'inizio di gennaio del 1932 si concluse la copertura della terrazza terminale. In circa otto mesi di lavoro, la struttura grezza del Torrione era stata ultimata. L'edificio, assieme a piazza della Vittoria, fu inaugurato con una solenne cerimonia il 1º novembre 1932, cui partecipò anche il Duce in persona. Le cronache di quel giorno narrano, con un filo di retorica, che Benito Mussolini sfidò i nuovissimi ascensori elettrici del grattacielo: scelse le scale e salì a piedi i tredici piani del Torrione, giungendo per primo alla terrazza panoramica, senza che i molti inseguitori riuscissero a tenergli il passo. Fu realizzato anche un Cinegiornale dell'Istituto Luce per immortalare la cerimonia d'inaugurazione presieduta da Mussolini.
Durante la seconda guerra mondiale i sotterranei del grattacielo furono utilizzati come rifugio antiaereo, come testimonia una "R" racchiusa in un cerchio ancora visibile su un muro dell'edificio.

## Descrizione
Il Torrione sorge su un lotto di circa 1500 m², dei quali 674 m² coperti da porticati, ed è alto 57,25 m con tredici piani fuori terra (il piano terra, il piano ammezzato e ulteriori undici piani) più due piani sotterranei, dove sono collocati i locali tecnici e le cantine; per un totale di quattordici negozi e duecentocinquanta locali adibiti ad uso ufficio e abitazione. L'edificio è costituito da una base di forma rettangolare, lunga 41,2 m e larga 22,4 m, circondata per tre lati da un porticato; dal sesto piano il volume edificato si riduce in pianta lasciando spazio ad ampie terrazze rivolte verso via Giuseppe Garibaldi, per proseguire dal settimo con l'elevazione della torre, avente un perimetro di 22,4 × 22,0 m, rivolta verso piazza della Vittoria. Internamente, una galleria passa attraverso la struttura nel senso della lunghezza; quest'ultima, congiuntamente al portico periferico, costituisce una zona coperta ad uso pubblico di passaggio. Gli ultimi due piani occupano minore spazio, avendo le facciate nord, sud ed ovest in posizione arretrata rispetto al perimetro della torre. All'interno dell'edificio è presente un cortile sopraelevato che funge da copertura del mezzanino, delimitato dalle due ali della parte posteriore bassa del fabbricato.
L'ultimo piano, dotato di ampie vetrate, era stato progettato per ospitare un ristorante panoramico da cui poter ammirare l'intera città; a tal proposito, il soffitto fu decorato con una mappa recante i nomi dei vari monumenti e località visibili dal Torrione. Il locale, rimasto aperto per svariati anni, venne in seguito acquistato dall'architetto Fedrigolli che lo trasformò nel suo studio.
In cima al Torrione fu posto un ingegnoso meccanismo, ad azionamento elettrico, che permetteva di illuminare Piazza della Vittoria dall'alto, a imitazione della luce solare, evitando l'utilizzo di lampioni. Durante le ore serali, una serie di potenti proiettori venivano alzati sulla sommità dell'edificio per permettere l'illuminazione notturna, mentre durante il giorno tali proiettori erano tenuti abbassati a livello del tetto, rimanendo celati alla vista, in modo da non alterare la forma dell'edificio. Il Torrione è dotato di due scale e cinque ascensori (quattro nella parte anteriore più alta e uno in quella posteriore).

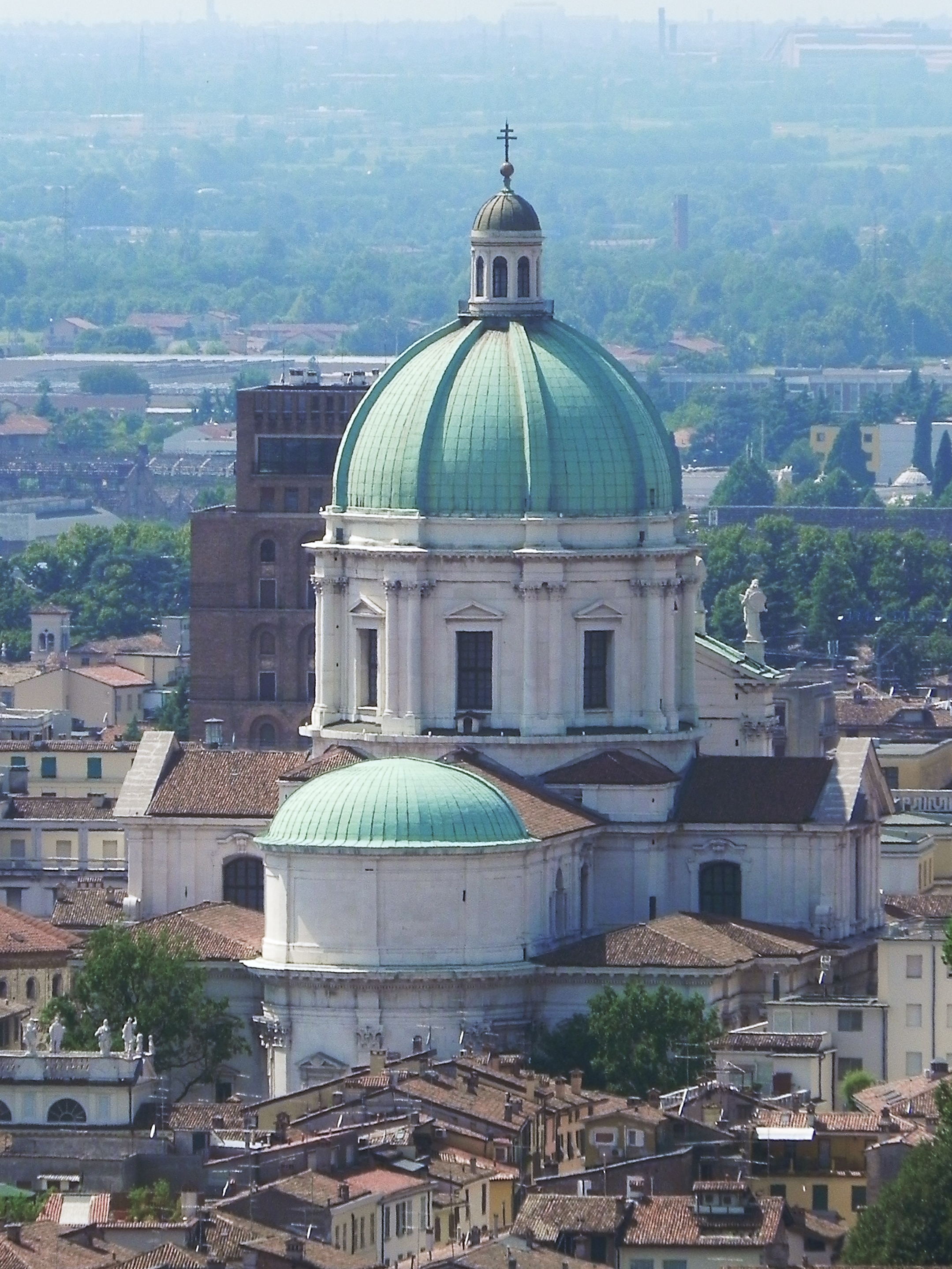
Skyline di Brescia: il Torrione di Piazza Vittoria dietro la cupola della Cattedrale

Dal punto di vista architettonico, il Torrione riprende lo stile dei grattacieli della Scuola di Chicago. L'intero edificio è rivestito con mattoni faccia a vista, ad eccezione del porticato su colonne di granito del Garda e della parte basale del fabbricato, rivestiti con pietra cornabò e granito. La scelta di utilizzare il mattone come rivestimento non fu casuale: l'architetto Piacentini aveva attentamente studiato l'impatto che una tale costruzione avrebbe avuto nello skyline del centro storico di Brescia. Per far sì che il Torrione s'inserisse armonicamente tra le cupole e le torri medievali, si scelse come rivestimento un materiale tradizionale, il laterizio, che richiama cromaticamente i tetti in tegola delle costruzioni circostanti. La facciata principale del grattacielo, rivolta verso la piazza, è caratterizzata dalla presenza di dodici grandi archi racchiudenti ognuno le finestre di due piani. La stessa facciata è inoltre decorata con dodici bassorilievi in terracotta, realizzati dal ceramista Vittorio Saltelli, che raffigurano le attività produttive tipiche di Brescia. Un ulteriore bassorilievo in terracotta, realizzato dallo scultore Arturo Martini e raffigurante l'Annunciazione, era originariamente collocato sul loggiato sottostante il Torrione. Di quest'opera si sono perse le tracce: c'è chi dice sia andata distrutta durante i bombardamenti della seconda guerra mondiale, chi invece sostiene sia stata trafugata da ignoti.

### Alcuni dati
Il materiale da costruzione scelto per la realizzazione del Torrione fu il conglomerato cementizio armato, preparato con 1,20 m³ di ghiaia miscelata a sabbia e 350 kg di cemento. Le fondazioni, per la cui realizzazione fu necessaria l'asportazione di 18000 m³ di terreno, furono pensate come una platea paragonabile a un solaio, costituita da sei grandi travi a traliccio con maglie triangolari, lunghe tra i 35 e i 40 m, alte 8 m e larghe 2,20 m, poste longitudinalmente, al fine di scaricare uniformemente sul terreno tutto il peso dell'edificio. I solai dei vari piani furono progettati per reggere i seguenti sovraccarichi accidentali: 1.000 kg/m2 per i solai dei due piani sotterranei e del piano terra, 300 kg/m2 per i solai dei piani superiori e 500 kg/m2 per le scale. L'ossatura portante del Torrione, progetta da Luigi Compagna con la consulenza di Gino Cipriani, Arturo Danusso del Politecnico di Milano, Alberto Magrini e Luigi Giove, fu attentamente studiata per resistere alla pressione esercitata dal vento. La parte inferiore dell'edificio fu realizzata in modo da avere un valore della scala di Beaufort compreso tra 10 e 11, in grado di resistere a venti di 95,4 km/h, mentre la parte superiore ha un valore compreso tra 11 e 12 (resistente a venti di 127,8 km/h). Per la costruzione della struttura portante e delle fondazioni furono necessari 5419 m³ di conglomerato e 700.000 kg di ferro, con un costo complessivo di 1,72 milioni di lire dell'epoca, pari al 23% dell'ammontare totale della costruzione. Per realizzare il Torrione furono utilizzate in totale 1100 t di ferro, 14000 m³ di calcestruzzo e 2000 m³ di muratura.

## Influenza del Torrione nell'architettura italiana
La costruzione del Torrione, ideato da Marcello Piacentini come archetipo del grattacielo italiano, ebbe vasta eco sulla stampa dell'epoca e fu preso a modello per i successivi grattacieli italiani. Ben presto, infatti, diverse città italiane decisero di imitare Brescia, desiderose anch'esse di dotarsi di un proprio "torrione". Nacque così una sorta di "corsa al grattacielo", interrottasi bruscamente con lo scoppio della seconda guerra mondiale. Tra gli edifici multipiano realizzati negli anni '30, sulla spinta del Torrione bresciano, possiamo citare: la Torre Littoria di Torino, disegnata da Armando Melis de Villa e Giovanni Bernocco, inaugurata nel 1934 ed avente un rivestimento in mattoni simile al Torrione; la Torre Snia Viscosa di Milano, progettata da Alessandro Rimini e completata nel 1937; la Torre Piacentini di Genova, realizzata nel 1940 da Marcello Piacentini su ispirazione del Torrione di Brescia, è stato il primo grattacielo italiano a superare i 100 m d'altezza ed è stato il grattacielo più alto d'Europa fino al 1952.

## Il primo grattacielo in cemento armato d'Europa
La palma di primo grattacielo d'Europa è contesa fra un ristretto numero di edifici sorti nel vecchio continente durante gli anni '20 del '900. A questa "gara" partecipa a buon diritto anche il Torrione bresciano di Marcello Piacentini. È infatti stato realizzato negli stessi anni di quello che vanta a maggior voce il primato europeo, ovvero il grattacielo Boerentoren di Anversa, in Belgio, costruito fra il 1929 e il 1932. Gli autori Emiel van Averbeke, Jan R. Van Hoenacker e Jos Smolderen, lo realizzarono in stile déco, con un'altezza originaria di 87,5 m per ventisei piani, e struttura portante in acciaio (non in cemento armato). Altra costruzione a rientrare in questa competizione è l'Edificio Telefónica posto sulla Gran Via di Madrid (inizialmente chiamato Palacio de la Compañía Telefónica) la cui edificazione iniziata nel 1926 è terminata nel 1930, ad opera dell'architetto Ignacio de Cárdenas Pastor. La sua volumetria quasi cubica lo può escludere dalla definizione ufficiale di "grattacielo" in quanto l'altezza non prevale a sufficienza (ed era infatti correttamente denominato "palacio") ma la sua storia lo rende comunque molto interessante. Se per il Torrione l'origine è rintracciabile nella città di Chicago, per l'Edificio Telefónica si può trovare un legame di parentela tipologica in New York e, come noto, nello sviluppo di questo genere architettonico, a fine '800, la rivalità fra le due metropoli americane era quasi proverbiale. L'architetto si ispirò infatti agli edifici della compagnia telefonica presenti negli U.S.A., optando per una struttura in laterizio e granito, con travi in acciaio. Ne consegue che il Torrione di Piacentini, dal punto di vista della tecnologia costruttiva, è probabilmente il primo grattacielo in cemento armato d'Europa, come indicato dalla rivista "L'illustrazione italiana" nel 1932, o comunque fra i primissimi.

## Trasporti
L'edificio è raggiungibile dalla fermata Vittoria della metropolitana di Brescia.